# 穂原村 (三重県)
穂原村（ほのはらむら、ほはらむら）は、かつて三重県度会郡にあった村。現在の南伊勢町の東部、五ヶ所湾の北西岸にあたる。

## 地理
- 海洋：五ヶ所湾
- 山岳：牛草山、龍仙山
- 河川：伊勢路川

## 歴史
- 1889年（明治22年）4月1日 - 町村制の施行により、押淵村・始神村・斎田村・伊勢路村・内瀬村の区域をもって穂原村が発足。
- 1955年（昭和30年）2月11日 - 五ヶ所町・南海村・宿田曽村および神原村の一部（大字泉・神津佐・下津浦・木谷）と合併して南勢町が発足。同日穂原村廃止。

### 村名の由来と読み
斎田村の大歳社の伝承に「鶴が稲穂を咥えて神饌をもたらした」とあることから「穂原村」と命名し、読みを「ほのはらむら」とした。当初は大歳社が「鵜倉神戸」であるとの説に基づき「鵜倉村」で申請する予定であったが、すでに郡内の別の村に名称を取得されてしまったため、穂原村となった。村名の読みは時代の変遷とともに「ほはらむら」が優勢になっていった。

## 教育
- 穂原村立穂原中学校[3]
- 穂原村立穂原小学校[4]

## 郵便局
- 穂原郵便局[5]
- 迫間郵便局[6]

## 行政
役場は伊勢路に置かれ、当初小字大田1500番地に置かれ、1910年（明治43年）2月に小字潜道1085番地へ移転、敷地面積485m2、建坪約150m2となった。南勢町発足後は南勢町役場穂原支所として1981年（昭和56年）9月30日まで使用された。

### 歴代村長
『南勢町誌』による。
| 代 | 村長         |
| -- | ------------ |
| 1  | 奥村与一郎   |
| 2  | 荘司弥太郎   |
| 3  | 井上楠三郎   |
| 4  | 奥村与一郎   |
| 5  | 荘司弥太郎   |
| 6  | 脇和吉       |
| 7  | 東千代吉     |
| 8  | 谷崎与之助   |
| 9  | 小切間重三郎 |
| 10 | 奥村徳次郎   |
| 11 | 滝豊八       |
| 12 | 萩原栄三郎   |
| 13 | 広出茂       |
| 14 | 東谷始次     |
| 15 | 瀬野喜一郎   |

## 交通

### 道路
- 三重県道五ヶ所吉津線[8]
- 鍛冶屋峠道[9]

### 航路
- 五ヶ所湾巡航船